# 方丹圣母村 (北部省)
方丹圣母村（法語：Fontaine-Notre-Dame）是法国上法兰西大区诺尔省的一个市镇，位于该省东南部，属于康布雷区。该市镇2009年时的人口为1,780人。

## 人口
方丹圣母村人口变化图示
| 数据来源：INSEE |